# 罗宾·布劳恩
罗宾·布劳恩（Robin Braun，1996年2月12日—）是一位德国足球裁判，现注册于下莱茵足球协会辖下的耶格豪斯-林德体育俱乐部（SV Jägerhaus-Linde）。

## 裁判生涯
身高1.83米的布劳恩于2009年完成足球裁判培训，五年后被视为“全德最优秀的年轻裁判之一”。他于2016年3月首先在第五级的下莱茵高级联赛中执法，并于2017年8月在第四级的西部地区联赛中完成首秀。
在职业联赛中以助理裁判身份出场14次后，布劳恩于2019-20赛季被提拔到德丙联赛担任主裁判，并于2019年8月31日在汉莎罗斯托克对阵普鲁士明斯特（1-0）的比赛中首度执法。而在两周前，他已获任命为德乙联赛的助理裁判。两年后，至2021-22赛季，布劳恩晋升至德乙联赛担任主裁判，并于2021年8月20日在汉诺威96对阵海登海姆（1-0）的比赛中首次亮相。
2023年4月22日，布劳恩获委任在霍芬海姆对阵科隆的德甲联赛中担任第四官员。据《踢球者》报道，在原指定的主裁判本亚明·布兰德临阵缺席之后，他最终在这场德甲首秀（1-3）中“给人留下了不错的印象”。2024年11月24日，布劳恩在普鲁士门兴格拉德巴赫与圣保利（2-0）的比赛中首次正式亮相德甲。2025年2月2日，在执法拜耳勒沃库森与霍芬海姆的德甲比赛期间，当视频助理裁判介入纠正判罚后，布劳恩成为德甲历史上第一位通过体育场扬声器宣布最终判罚的裁判。

## 个人生活
布劳恩曾就读于雷姆沙伊德市立莱布尼茨文理中学，在那里他积极担任学生代表等职务，并于2014年高中毕业。2019年，布劳恩在杜塞尔多夫海因里希·海涅大学顺利完成了法律学业，并于2021年获颁法学博士学位。随后，他在伍珀塔尔地方法院完成了法律实习，成为执业律师。